# کارین آسما
کارین آسما (انگلیسی: Karin Aasma؛ ۱۷ مارس ۱۹۲۶ – ۱۲ ژانویه ۲۰۱۲  تاریخ‌نگار اهل سوئد بود.